# Johannes Brandes
Johannes Brandes (* 13. Juli 1467 in Itzehoe; † 14. Januar 1531 in Lübeck) war ein deutscher römisch-katholischer Geistlicher und Domdekan in Lübeck.

## Leben
Johannes Brandes war Kleriker des Bistums Bremen. Er studierte an der Universität Rostock. Im Wintersemester 1483/84 wurde er Bakkalar. Er setzte seine Studien an der Universität Leipzig fort und wurde hier 1486 Magister. 1492 erhielt er ein Kanonikat am Kollegiatstift in Eutin.
Er ging nach Rom, wo er ab 1493 an der Römischen Kurie als Notar der Rota Romana und Prokurator tätig war. Als päpstlicher Familiar zählte er zur päpstlichen Familie. Er erhielt zahlreiche Pfründen in Schleswig-Holstein, Dänemark und Mecklenburg.
1493 wurde er Domherr am Lübecker Dom, 1505 am Hamburger Dom (Alter Mariendom), 1519 am Bremer Dom sowie am Ratzeburger Dom. An Vikarien besaß er eine in Itzehoe sowie in Lübeck die Vikarien Nr. 12 der Marienkirche und Nr. 6 der Petrikirche. Er residierte von 1518 bis zu seinem Tod 1531 in Lübeck. Am 13. November 1523 wählte ihn das Domkapitel zum Domdekan. Mit dem Ratssekretär Bertram von Rentelen führte er in dieser vorreformatorischen Zeit für das Domkapitel die notwendigen Abstimmungsgespräche mit dem Lübecker Rat; seine Gesprächsprotokolle mit diesem sind überliefert.
Johannes Brandes litt längere Zeit an einer schweren Krankheit, vermutlich Gicht. Seine Präbende ging an Clemens Grote; zu seinem Nachfolger als Dekan wählte das Kapitel Johannes Rode. Ein Grabstein ist in Lübeck nicht überliefert; er wurde im Predigthaus des Doms bestattet.